# Microplexia transversata
Microplexia transversata är en fjärilsart som beskrevs av Emilio Berio 1964. Microplexia transversata ingår i släktet Microplexia och familjen nattflyn. Inga underarter finns listade i Catalogue of Life.